# Буркадзе, Реваз Шалвович
Реваз Шалвович Буркадзе (груз. რევაზ ბურკაძე; род. 3 июня 1956, Кутаиси) — советский футболист, нападающий, полузащитник, советский и грузинский тренер.
Воспитанник ДЮСШ гороно Кутаиси, первый тренер К. Абдаладзе. Всю карьеру провёл в «Торпедо» Кутаиси, в 1973—1984 годах в первенстве СССР сыграл 324 матча, забил 35 голов. В высшей лиге в 1982—1983 годах — 44 матча, 4 гола.
В «Торпедо» — начальник команды (1986—1987), тренер (1987—1989), главный тренер (1993—1996, июль 2005). Главный тренер «Самгурали» Цхалтубо (1999), «Сулори» Вани (2012—2013).